# Curral de Dentro
Curral de Dentro is een gemeente in de Braziliaanse deelstaat Minas Gerais. De gemeente telt 7.376 inwoners (schatting 2009).

## Aangrenzende gemeenten
De gemeente grenst aan Águas Vermelhas, Berizal, Cachoeira de Pajeú, Santa Cruz de Salinas en Taiobeiras.